# Александър Трайковски
Александър Трайковски (на македонска литературна норма: Александар Трајковски) е македонски футболист, полузащитник, който играе за испанския Майорка.

## Кариера
Трайковски започва кариерата си с Цементарница 55. През май 2010 г. той е на пробен период в Челси, отбелязвайки победния гол срещу Ботафого в турнира за U-19 „Copa Amsterdam“, който гарантира на Челси място на полуфиналите.
След няколко години в Цементарница 55, Александър Трайковски подписва договор с хърватския Интер Запрешич през лятото на 2010 г. Добрите му представи през втората половина на сезона привличат интереса на Динамо (Загреб), но Трайковски заявява, че не се интересува от евентуален трансфер. В края на сезона, Андерлехт се интересува от закупуването на Трайковски, но предложението им от 500 000 евро е отхвърлено. Той се присъединява към друг белгийския клуб – Зьолте Варегем за новия сезон 2011/12, след като предложението им от € 1.1 млн. е прието от Интер Запрешич.
През лятото на 2015 г. той преминава в италианския клуб Палермо, подписвайки петгодишен договор.
През 2015 г. Трайковски става „македонски футболист на годината“.

### Национален отбор
На 22 май 2012 г. Република Македония до 21 г. побеждава Нидерландия до 21 г. с 1:0, а победният гол е дело на Александър Трайковски.

#### Голове
| # | Дата             | Място                  | Съперник   | Голове | Резултат | Турнир                                                 |
| - | ---------------- | ---------------------- | ---------- | ------ | -------- | ------------------------------------------------------ |
| 1 | 14 август 2013   | Филип II Арена, Скопие | България   | 2':0   | 2:0      | Приятелски                                             |
| 2 | 6 септември 2013 | Филип II Арена, Скопие | Уелс       | 2:1    | 2:1      | Квалификации за Световното първенство по футбол 2014   |
| 3 | 9 октомври 2014  | Филип II Арена, Скопие | Люксембург | 1:0    | 3:2      | Квалификации за Европейското първенство по футбол 2016 |
| 4 | 27 март 2015     | Филип II Арена, Скопие | Беларус    | 1:0    | 1:2      | Квалификации за Европейското първенство по футбол 2016 |
| 5 | 12 ноември 2015  | Филип II Арена, Скопие | Черна гора | 2:0    | 4:1      | Приятелски                                             |
| 6 | 12 ноември 2015  | Филип II Арена, Скопие | Черна гора | 3:0    | 4:1      | Приятелски                                             |
| 7 | 12 ноември 2015  | Филип II Арена, Скопие | Черна гора | 4:0    | 4:1      | Приятелски                                             |
| 8 | 2 юни 2016       | Филип II Арена, Скопие | Иран       | 1:1    | 1:3      | Приятелски                                             |